# Муслюмово (село, Челябінська область)
Муслюмово — село в Кунашацькому районі Челябінської області. Адміністративний центр Муслюмовского сільського поселення.

## Географія
Через село протікає річка Теча, поруч розташоване озеро Шугуняк. Відстань до районного центру, Кунашака, 12 км.

## Населення
За даними Всеросійської перепису, в 2010 році чисельність населення села становила 464 особи (220 чоловіків та 244 жінки).
| 2002 | 2010 |
| ---- | ---- |
| 2096 | ↘464 |

## Вулиці
Вулична мережа села складається з 22 вулиць і 1 провулка.

## Транспорт
У сусідньому селищі розташована однойменна залізнична станція.